# Talal Al Fadhel
Talal Al Fadhel (Kuvaitváros, 1990. augusztus 11. –) kuvaiti labdarúgó, a Kazma Sporting Club középpályása.

## Pályafutása

### A válogatottban
2012. június 25-én mutatkozott be a kuvaiti válogatottban, amikor 2–0-ra legyőzték a palesztin nemzeti csapatot. Bekerült a kuvaiti keretbe a 2015-ös Ázsia-kupára.